# Кенже (река)
Кенже́ (кабард.-черк. Чэнж) — река в республике Кабардино-Балкария. Протекает через территорию Чегемского района и городского округа Нальчик. Длина — 13 км. Площадь бассейна — 35,7 км².
Берёт начало на гребне Лесистого хребта. Устье реки находится в 25 км по правому берегу реки Шалушка, у одноимённого села Шалушка.

## География
В верховье река протекает по сильно извилистой местности с обрывами. У поляны Андагура-Хой, выше одноимённого села Кенже, река выходит из ущелья на открытую местность. Чуть ниже Кенже впадает в Шалушку.
В долине реки расположен всего один населённый пункт — Кенже. Маловодность реки запечатлена в кабардинском названии речки «Чэнж», что в переводе означает «мелководный».

## Данные водного реестра
По данным государственного водного реестра России относится к Западно-Каспийскому бассейновому округу, водохозяйственный участок реки — Терек от впадения реки Урух до впадения реки Малка. Речной бассейн реки — Реки бассейна Каспийского моря междуречья Терека и Волги.
Код водного объекта в государственном водном реестре — 07020000612108200005121.